# Hermannsroda
Hermannsroda ist ein Ortsteil von Leimbach im Wartburgkreis in Thüringen.

## Lage
Hermannsroda liegt unmittelbar am südwestlichen Ortsrand von Leimbach am Rande der Werraniederung. Die geographische Höhe des Ortes beträgt 256 m ü. NN.

## Geschichte
Im Januar 1202 wurde das Dorf erstmals urkundlich genannt. Das Dorf gehörte zum Kloster Allendorf. Später war es ein Ort im Amt Salzungen und gehörte ab 1680 zum Herzogtum Sachsen-Meiningen. Hermannsroda wurde im Jahre 1850 zu einem eigenständigen Ort erklärt und erhielt ein Gemeindehaus, einen Dorfplatz und eine eigenständige Schule.